# Matthias Sigismund Biechteler
Matthias Sigismund Biechteler, auch  Matthias Sigismund Biechteler von Greiffenthal  (* 14. September 1670 in St. Veit am Vogau; † 27. August 1743 in Salzburg) war ein Komponist und Hof-Kapellmeister des Spätbarock.

## Leben
Biechteler studierte ab 1684 am Jesuitenkolleg in Graz. Er wurde 1687 Hofmusiker bei Fürsterzbischof Johann Ernst von Thun und Hohenstein in Salzburg. 1703 wurde er Vizekapellmeister in Salzburg ernannt, 1706 dann zum Kapellmeister. Auch unter den Fürsterzbischöfen Franz Anton von Harrach und Leopold Anton von Firmian blieb Biechteler Hof-Kapellmeister. 1723 wurde er durch Kaiser Karl VI. mit dem Prädikat „von Greiffenthal“ in den Adelsstand erhoben. Unter Biechtelers Leitung wurde Leopold Mozart in die Salzburger Hofkapelle aufgenommen. Nach Biechtelers Tod am 27. August 1743 wurde Carl Heinrich Biber sein Nachfolger als Hof-Kapellmeister.

## Werk
Sein im Salzburger Domarchiv überliefertes Schaffen umfasst 19 Messen, 4 Requien und verschiedene Vokalmusikwerke sowie Kirchensonaten und Musik zu Schuldramen.